# Eumeswil
Eumeswil (titre original : Eumeswil) est un roman de science-fiction écrit par l'auteur allemand Ernst Jünger, paru en 1977, puis traduit en français et publié en 1978. Le récit se déroule dans un monde post-apocalyptique sans date précise, quelque part au Maroc. Il suit la vie et les pensées de Manuel Venator, un historien de la cité-état d'Eumeswil qui occupe également un emploi à temps partiel dans le bar de nuit du Condor, le tyran régnant sur Eumeswil. 
Le thème clé du roman est la figure de l'anarque, l'individu intérieurement libre qui vit détaché et sans passion, à l'intérieur de la société et du monde mais sans en faire véritablement partie. L'anarque est une figure idéale de l'individu souverain, tel que conçu par Jünger. Jünger a été grandement influencé par le penseur de l'égoïsme antilibéral Max Stirner. En effet, l'anarque part du concept propre à Stirner de l'Unique (en allemand : der Einzige), individu qui refuse de se laisser lier par ce qui lui est extérieur mais considère l'extérieur comme sa possession, pour le développer de manière subtile et critique.   